# Jaskinia Zamieszkała Duża
Jaskinia Zamieszkała Duża – jaskinia w skale Sukiennice na lewym zboczu Doliny Prądnika w Ojcowskim Parku Narodowym (OPN). Znana jest też pod nazwami Schronisko Zamieszkałe Duże lub Chata pustelnika.
Otwór wylotowy jaskini znajduje się u podnóży Sukiennic. Jaskinia ma długość 25 m. Dalsze partie jaskini dawniej użytkowane były jako stajnia i stodoła. Namulisko jaskini zostało wybrane, co uniemożliwiło archeologom dokonanie w niej odkryć (w wielu jaskiniach i schroniskach OPN odkryto ślady zamieszkiwania ludzi prehistorycznych). Ponadto w wyniku użytkowania jaskinia jest silnie zakopcona.
Przy wejściu do jaskini znajduje się Chata pustelnika wybudowana w latach 60. przez brata Bogumiła, który sprowadził się tu w 1962 roku.